# Oudegeinse molen
De Oudegeinse Molen is een wipmolen in Nieuwegein in de Nederlandse provincie Utrecht.
De molen is oorspronkelijk in 1640 in het voormalige Jutphaas gebouwd en heeft daar tot 1982 de polder Oudegein bemalen, de laatste jaren op vrijwillige basis. De onderhoudstoestand van de molen werd zo slecht, evenals de molenbiotoop dat in dat jaar de molen is stilgezet. In 1988 werden de roeden verwijderd en in 1993 het bovenhuis. Tien jaar later is de ondertoren van de molen naar het Park Oudegein verplaatst en daar is de molen geheel gerestaureerd en in 2006 weer op vrijwillige basis in gebruik genomen. Het scheprad is nog niet compleet, maar na completering hiervan kan de molen een circuit in het park bemalen. De molen is thans eigendom van de Stichting De Utrechtse Molens die op haar beurt een onderdeel is van Het Utrechts Landschap. Het wiekenkruis is voorzien van oudhollands hekwerk met zeilen.